# Alex Agnew
Alexander John Anthony Agnew (* 22. Dezember 1972 in Antwerpen) ist ein belgischer Kabarettist, Stand-up-Comedian und Sänger.

## Werdegang
Agnew ist der Sohn des englischen Fußballers John Agnew und einer limburgischen Mutter. Im Jahre 2003 gewann er als erster Belgier beim Leidener Kabarettfestival in den Niederlanden, und zwar sowohl den Publikums- als auch den Jurypreis. Nachdem er mit mehreren anderen Kabarettisten auf Tournee gegangen war, schlug Agnew später eine erfolgreiche Solokarriere ein. Er veröffentlichte sieben DVDs, die in den Benelux-Ländern insgesamt über 150.000 Mal verkauft wurden. Im Jahre 2013 beendete Agnew seine Karriere als Kabarettist. Während seiner Abschiedstournee konnte er den Antwerpener Sportpalais an vier aufeinanderfolgenden Tagen ausverkaufen.
Im Jahre 2005 gründete Agnew zusammen mit dem Gitarristen Dave Hubrechts die Metal-/Hard-Rock-Band Diablo Blvd, bei der Agnew den Posten des Sängers einnimmt. Bislang veröffentlichte die Band vier Studioalben, von denen das dritte Werk Follow the Deadlights Platz fünf der belgisch-flämischen Albumcharts erreichte.

## Veröffentlichungen
| als Solokünstler - 2006: Ka-Boom - 2008: Morimos Solamente - 2010: More Human than Human - 2011: Larger than Life - 2013; Interesting Times - 2013: The Legend Ends - 2016: Unfinished Business | mit Diablo Blvd siehe Diablo Blvd#Diskografie |